# نظرية إثبات النفس
نظرية إثبات النفس هي نظرية نفسية تركز على كيفية تكيّف الأشخاص مع المعلومات، أو التجارب التي تهدد مفهوم الذات عندهم، نشر كلود ستيل نظرية إثبات النفس في أواخر ثمانينيات القرن العشرين، وبقيت نظرية تُدرَّس بشكل جيد في أبحاث علم النفس الاجتماعي.
تدعي نظرية إثبات النفس بأنه إذا فكر الأشخاص مليًا بقيمهم الخاصة الشخصية سيكونون أقل عرضة للانزعاج، أو لإبداء ردود فعل دفاعية عندما يواجهون معلومات تتعارض مع شعورهم تجاه أنفسهم أو تهدده.
تقترح الاستقصاءات التجريبية لنظرية إثبات النفس أنه قد يساعد إثبات النفس الأفراد على التغلب على التهديدات، أو التوتر، وقد يكون مفيدًا أيضًا في تحسين الأداء الأكاديمي، والصحة، وتقليل الدفاعية.

## نظرة عامة
يوجد أربعة مبادئ رئيسة لنظرية إثبات النفس:

### يحاول الناس حماية تقديرهم لذاتهم
تقترح نظرية إثبات النفس بأن الأفراد مدفوعون لحماية التقدير النفسي عندهم، ووفقًا لنظرية إثبات النفس، فالتقدير النفسي هو مفهوم الفرد عن نفسه بأنه شخص جيد أخلاقي يتصرف بطرق تتفق مع المعايير الثقافية والاجتماعية. اقترح ستيل بأن للنفس ميادين مختلفة، هي الأدوار والقيم وأنظمة الاعتقاد، تشمل الأدوار المسؤوليات التي يتحملها الشخص، كأن يكون والدًا، أو صديقًا، أو طالبًا، أو محترفًا. أما القيم فهي طموحات يعيش الناس وفقها، بما في ذلك العيش بصحة جيدة، ومعاملة الآخرين باحترام. وتتضمن أنظمة الاعتقاد الأيديولوجيات التي يُنسَب لها الشخص، مثل المعتقدات الدينية، أو السياسية، وقد يتخذ تقدير النفس أشكالًا متعددة، مثلًا قد تكون بشكل يرى فيه الشخص نفسه بأنه يتمتع بالاستقلالية والذكاء، وأنه عضو فاعل في المجتمع، وجزء من الأسرة، و/أو من المجموعة. التهديدات التي تواجه تقدير الذات هي أحداث أو دلالات تشير إلى أن الفرد ليس جيدًا أو كافيًا في المجال المتعلق بشخصيته، تقترح نظرية إثبات النفس أنه عندما يواجه الفرد تهديدًا في أحد هذه المجالات سيندفع للحفاظ على صورة شاملة إيجابية لنفسه.

### دوافع حماية الشعور بالنفس غالبًا ما تكون دفاعية
تزعم نظرية إثبات النفس أنه عندما يواجه الأفراد معلومات تهدد سلامتهم النفسية، ستكون الاستجابة لهذه المعلومات غالبًا بطريقة دفاعية، إذ تحاول ردود الفعل الدفاعية هذه التقليل إلى أدنى حد من التهديد من أجل الحفاظ على الشعور بالذات. تشمل أمثلة ردود الفعل الدفاعية الإنكار، وتجنب التهديد، وتغيير تقييم الشخص للحدث من أجل جعله أقل تهديدًا.

### تقدير النفس مفهوم مرن
بدلًا من امتلاك مفهوم ذاتي واحد (مثلًا أنا والد جيد) تفترض نظرية إثبات النفس أن الأفراد يعرّفون أنفسهم بشكل مرن عبر استخدام أدوار متنوعة (مثلًا أنا والد وطفل وعامل جيد). في حال كان الشعور مرنًا تجاه النفس سيستطيع الفرد تعويض نقاط الضعف في مجال ما عبر إبراز نقاط القوة لديه في مجال آخر. أي عندما يتوقع أحد ما تلقي تهديد معين في أحد المجالات، سيستوعب هذا التهديد من خلال التمسّك بقيمة معينة في مجال آخر. يمكن أن يأتي إثبات النفس من عدة مصادر، ووجود مفهوم ذاتي مرن سيسمح للناس بالتكيف في وجه التهديد.

### الإجراءات التي تعزز قيم الفرد يمكن أن تقلل من التهديد المتصور
يُفترض أن الانخراط في الأنشطة -التي تعزز القيم والمعتقدات والأدوار التي تعد أساسية لهوية الفرد- يستطيع أن يعزز من تقدير الذات. يمكن لتعزيز قيم الفرد أن يساعده على إثبات نفسه والتقليل من الأشياء التي تشكل تهديدًا له. يخدم الانخراط في نشاطات كهذه في مواجهة التهديد عبر تذكير الأشخاص بالقيم الأساسية الواسعة التي تُعرّف أنفسهم وحياتهم. يحوّل هذا التغير في المنظور الانتباه بعيدًا عن التهديد الذي يتلقاه الفرد في مجال معين، ويجعله يفكر بمنظور أوسع تجاه نفسه. يُعتقد أنه عندما يعمل الأشخاص من هذا المنظور الأوسع سيُبدون ردود فعل أقل دفاعية تجاه التهديد؛ ما سيسمح لهم بالتصرف بفعالية أكبر. يمكن تحقيق إثبات النفس عبر كل من التفكير مليًا بالقيم الخاصة، أو بالمعتقد، أو بدور الشخص عمومًا، كالاشتراك في نشاط يستحضر قيمًا شخصية مثل قضاء الوقت مع العائلة إذا كان الموضوع مرتبطًا بذلك.
تشير المبادئ الأربعة مجتمعة أنه عند التواجه مع معلومات تهدد تقدير الذات سيعاني الشخص من التوتر، وستتولّد حاجة للدفاع عن النفس. وعمومًا يمكن أن يعرقل رد الفعل الدفاعي طرقًا أكثر تكيّفية لحل المشكلة (مثل الاشتراك في حل المشكلة، أو تغيير السلوك غير الصحي). يُعتقد أن التأكيد على قيمة مهمة غير مرتبطة بالتهديد الذي يواجه الفرد سيساعده على تغيير نظرتهم حول حياتهم . يقلل وجود وجهة نظر واسعة من التهديد المتصور؛ ما يسمح للأفراد بالتصرف بشكل أقل دفاعية وبفعالية.

## النماذج المستخدمة لدراسة نظرية إثبات النفس
في التجارب المخبرية، يحفز العلماء على إثبات النفس عند المشاركين من أجل البحث في تأثير إثبات النفس على الحالة الجيدة للأفراد. توجد طريقتان أساسيتان تُستخدمان لإثبات النفس عند المشاركين في الدراسات التجريبية:

### مقالة القيم
إحدى أكثر الطرق شيوعًا للحث على إثبات النفس هي جعل المشاركين يكتبون حول القيم الشخصية، ومن أجل فعل ذلك يضع المشاركون قائمة بالقيم بدءًا من الأكثر أهمية إلى الأقل أهمية بالنسبة لهم. تتضمن القائمة بشكل نموذجي مجالات القيم التالية: علم الجمال، والعمل، والفن أو الموسيقا أو المسرح، والحياة الاجتماعية أو العلاقات، والعلوم أو السعي وراء المعرفة، والدين أو الأخلاق، والحكومة أو السياسة. ثم يكتب المشاركون حول القيم الأهم، وكيف تكون ذات معنى بالنسبة لهم لمدة عشر دقائق.

### قائمة القيم
يُعد مقياس ألبورت فيرنون لينزي  للقيم مقياسًا آخر يُستخدم لحث المشاركين على إثبات أنفسهم في المختبر. يختار المشاركون إجابة من أصل اثنتين بعد قراءة شرح حول القيمة، أحد الأمثلة على ذلك في مجال الدين «الدراسة الأكثر أهمية للجنس البشري هي (أ) الرياضيات، أم (ب) اللاهوت»، يتيح ذلك للباحثين معرفة أين تكمن المصالح والقيم الشخصية للفرد. يُعتقد أن الإجابة عن الأسئلة التي تتعلق بمجال القيمة التي يجدونها مهمة ستجعل هذه القيمة أكثر وضوحًا بالنسبة لهم، ما سيؤدي إلى إثبات النفس. هناك ستة مجالات مختلفة للقيمة على مقياس ألبورت فيرنون لينزي للقيم هي: الدين، والنظريات، والجمال، والسياسية، والاجتماع، والاقتصاد.

## الدعم تجريبي
يوضح البحث التجريبي الموجود أن إثبات النفس قد يكون مفيدًا في الحد من استجابة الأفراد للتوتر، ومن ردود أفعالهم الدفاعية تجاه التهديدات.

### تخفيف إثبات النفس للتوتر
في إحدى الدراسات التي تبحث في آثار إثبات النفس على الاستجابة التوترية، أتمّ المشاركون الذين كانوا في المرحلة الجامعية اختبار ترير للتوتر الاجتماعي، وهو نموذج مختبري معياري يستخدم لتحفيز التوتر لدى المشاركين. يُطلب في تجربة ترير للتوتر الاجتماعي من المشاركين إلقاء خطاب قصير أمام لجنة من القضاة الذين لا يبدون أي تعليقات أو ردود فعل إيجابية تجاه المشارك. بعد الخطاب، يجب على المشاركين إكمال مهمة حسابية ذهنية، يعدّون فيها إلى الوراء من 2083 بزيادة قدرها 13 في حين يخبرهم القضاة بالإسراع. قبل إكمال اختبار ترير للتوتر الاجتماعي، يكمل نصف المشاركين مهمة كتابة قائمة بمجموعة متنوعة من قيم إثبات النفس. كان المشاركون الذين أكملوا القائمة ذوي استجابة توترية أقل بشكل ملحوظ من الأفراد في مجموعة الشاهد، بحسب ما اتضح من قياس مستويات الكورتيزول.